# Max Schneider (Politiker, 1909)
Max Schneider (* 19. November 1909 in Böhmisch Leipa, Österreich-Ungarn; † 2. Februar 1958) war ein tschechoslowakisch-deutscher kommunistischer Parteifunktionär.

## Leben
Der Sohn eines Angestellten besuchte in seiner Heimatstadt die Volks- und Fortbildungsschule. Danach erhielt er eine Ausbildung zum kaufmännischen Angestellten. 1923 trat Schneider in den Kommunistischen Jugendverband ein, fünf Jahre später wurde er Mitglied der Kommunistischen Partei der Tschechoslowakei. Er wirkte von 1930 bis 1933 als Sekretär des Kommunistischen Jugendverbandes in Reichenberg und gehörte ab 1930 zugleich dem Zentralkomitee des Kommunistischen Jugendverbandes an. 1930 besuchte Schneider in der Sowjetunion einen Lehrgang an der Schule der Kommunistischen Jugendinternationale. Zwischen 1931 und 1933 war er Sekretär des Kommunistischen Jugendverbandes Nordböhmen. 1934 ging Schneider als Instrukteur der Kommunistischen Jugendinternationale nach Moskau. Er kehrte 1935 in die Tschechoslowakei zurück und wurde Sekretär des Kommunistischen Jugendverbandes in Prag. 1937 wechselte er als Propagandaleiter zur Parteizeitung Rote Fahne.
Nach der deutschen Besetzung der „Rest-Tschechei“ emigrierte Schneider 1939 über Polen nach Großbritannien. Dort war er als Mitarbeiter sowohl für die Emigranten-Leitung der Kommunistischen Partei Deutschlands als auch für den Czech Refugee Trust Fund tätig. Nach einer Internierung als „feindlicher Ausländer“ im Jahre 1940 arbeitete Schneider als Waldarbeiter in Cumberland. 1941 schloss er sich der tschechoslowakischen Brigade an.

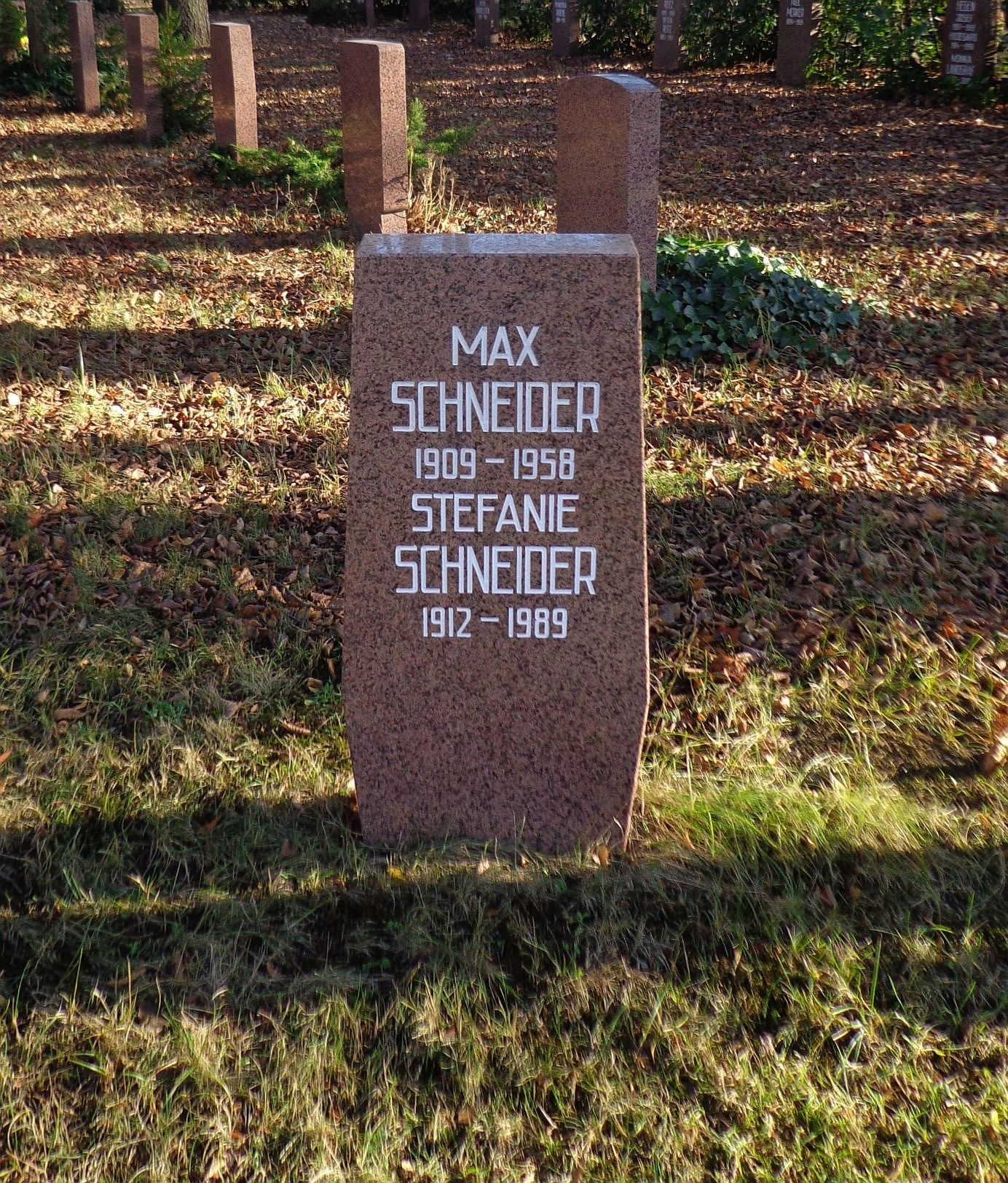
Grabstätte

Nach dem Ende des Zweiten Weltkrieges kehrte Schneider 1945 in die Tschechoslowakei zurück. Dort wirkte er als kommunistischer Wirtschaftsfunktionär und war für die Umsiedlung deutscher Antifaschisten in die Sowjetische Besatzungszone verantwortlich. 1946 siedelte er selbst nach Ost-Berlin über und trat der KPD bei. Schneider war zunächst als Hauptreferent der Presseabteilung des Zentralkomitees der KPD und nach der Gründung der SED durch die Zwangsvereinigung von SPD und KPD als Hauptreferent Presse-Rundfunk-Werbung im Zentralsekretariat des Parteivorstandes tätig. Im Jahre 1947 besuchte Schneider den ersten Journalistenlehrgang an der Parteihochschule „Karl Marx“ und wurde danach als stellvertretender Abteilungsleiter Presse-Rundfunk-Werbung im Zentralsekretariat des Parteivorstandes eingesetzt.
1949 wurde er Sekretär der SED-Landesleitung Groß-Berlin und ab 1950 erster Stellvertreter des Abteilungsleiters Agitation beim ZK der SED. 1952 erhielt Schneider den Posten des Sekretärs des Nationalen Aufbaukomitees Groß-Berlin und 1953 wurde er zum Abteilungsleiter Agitation und Propaganda der SED-Bezirksleitung Berlin ernannt.
Im November 1955 wechselte der bisherige Parteifunktionär als Chefredakteur und stellvertretender Leiter zum DEFA-Dokumentarfilmstudio. Diese Ämter hatte er bis zu seinem Tode inne. Schneider starb 1958 im Alter von 48 Jahren und wurde auf dem Zentralfriedhof Berlin-Friedrichsfelde beigesetzt.